# شهرستان فریدونکنار
شهرستان فِرِیدونکِنار یکی از شهرستان‌های ساحلی استان مازندران است که میان بابلسر و محمودآباد قرار گرفته و از طرف جنوب، به شهرستان بابل و شهرستان آمل متصل است.
فریدونکنار تا سال ۱۳۶۸ از توابع بخش بابلسر در شهرستان بابل بود و در این سال پس از شهرستان شدن بابلسر به عنوان یکی از بخش‌های شهرستان بابلسر ارتقا یافت. در زمستان سال ۱۳۸۶ از سوی هیئت دولت رسماً از بخش فریدونکنار به شهرستان فریدونکنار ارتقا یافت.
این شهرستان دارای دو بخش می‌باشد. بخش مرکزی و بخش دهفری.
شهرستان فریدونکنار دارای یک بندر نیز هست که در سطح کشوری یا حتی بین‌المللی از اهمیت بالایی برخوردار است.
سوغات این شهرستان ماهی، برنج و … است.

## تقسیمات کشوری
| نقشه استان مازندران به تفکیک شهرستان دریای مازندران رامسر تنکابن عباس آباد کلاردشت چالوس نوشهر نور محمودآباد آمل فریدون کنار سیمرغ بابلسر بابل قائم‌شهر جویبار سوادکوه شمالی سوادکوه ساری میان دورود نکا بهشهر گلوگاه سمنان تهران البرز گیلان گلستان قزوین |

- بخش مرکزی شهرستان فریدون‌کنار
- بخش دهفری

شهرها:فریدون کنار، آستانه نو
نخستین بندر خصوصی کشور در این شهرستان ایجاد شد و در ۲۲ بهمن ۱۳۸۶ گشایش یافت. این شهرستان، تنها زیستگاه درنای سیبری است که فقط یک قطعه از آن به ایران مهاجرت می‌کند. برای نخستین بار در خاورمیانه، مرکز پرنده‌شناسی اوجاکله واقع در جنگل اوجاکله روستای سوته در تالاب بین‌المللی فریدون‌کنار احداث شد.
این شهرستان مرکز ماهی و برنج استان محسوب می‌شود و معمولاً حتی ماهیگیران استانهای شمالی به خاطر سود بیشتر ماهیان خود را در بازارماهی این شهر بفروش می‌رسانند، برنج طارم فریدونکنار بسیار شهرت دارد. شهرک‌های خزرشهر شمالی و خزرشهر جنوبی دریاسر و خزرکنار و فرزادشهر از شهرکهای بزرگ، قدیمی، زیبا و همچنین، توریستی شهرستان فریدونکنار محسوب می‌شوند که جزء شهرک‌های معروف مازندران و کشور به حساب می‌آیند.